# Departamento de Ecuador
El departamento de Ecuador fue una subdivisión administrativa y territorial de la Gran Colombia ubicada en la región central del actual Ecuador
Ecuador era uno de los tres departamentos que componían el Distrito del Sur. Los otros dos eran el de Azuay y el de Guayaquil. La capital del departamento fue la ciudad de Quito.

## Historia
En 1820, se hallaban en poder de los españoles todo el departamento de Ecuador y las regiones de Cartagena de Indias y Santa Marta, así como la región norte de Venezuela. El departamento fue creado en 1820 e incluía todo el territorio de lo que era la antigua Presidencia de Quito, que junto con los departamentos de Cundinamarca (Nueva Granada) y el de Venezuela formaba el territorio de la Gran Colombia. En 1824, se produce una nueva reorganización que crea los departamentos de Azuay y Guayaquil a partir del de Ecuador, por lo que este último pasó a ocupar lo que actualmente constituye la sierra norte de la República del Ecuador, y perduró hasta la disolución del país en 1830.

## Administración
En el aspecto administrativo, la representación del poder ejecutivo grancolombiano estaba en manos del Intendente que debía residir en la ciudad de Quito, el mismo que era a su vez Jefe Superior del Distrito del Sur y al que debían responder los otros dos Intendentes de los departamentos de Azuay y Guayaquil. Jefes Superiores del Distrito del Sur e Intendentes de Ecuador, serían:
| Retrato | Jefe Superior del Distrito Intendente del departamento | Período   |
| ------- | ------------------------------------------------------ | --------- |
|         | Antonio José de Sucre                                  | 1822-1823 |
|         | Vicente Aguirre                                        | 1823-1824 |
|         | Pedro Murgueitio                                       | 1824-1826 |
|         | Salvador Ortega y Sotomayo                             | 1826-1827 |
|         | José Félix Valdivieso                                  | 1827-1828 |
|         | Juan José Flores                                       | 1828-1830 |

## Divisiones administrativas

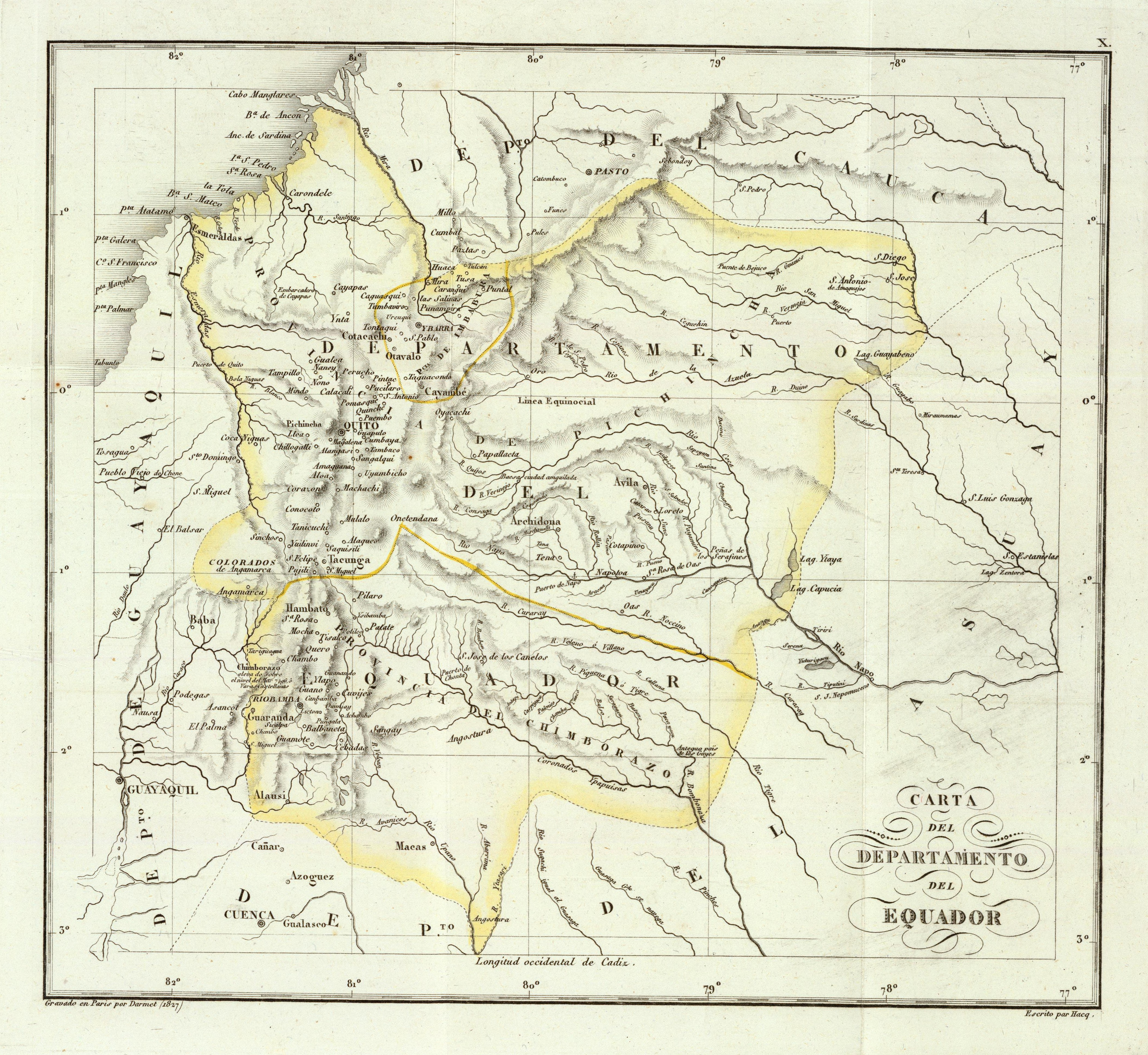
Carta del departamento de Ecuador y sus divisiones administrativas en 1827.

En 1819 el departamento comprendía todo lo que en la actualidad es la República de Ecuador. El departamento se subdividía en provincias y estas en cantones. La capital departamental era Quito. Posteriormente a 1824, por medio de la Ley de División Territorial de la República de Colombia, el departamento se subdividía en las provincias de Chimborazo, Imbabura y Pichincha. De acuerdo a las leyes de la Gran Colombia, a la cabeza del gobierno civil del departamento se hallaba un Intendente y la autoridad militar estaba representada por el comandante general.
Según el Artículo 11° de la Ley de División Territorial de la República de Colombia del 25 de junio de 1824, el departamento de Ecuador comprendía 3 provincias y 15 cantones:
- Provincia de Chimborazo. Capital: Riobamba. Cantones: Riobamba, Ambato, Guano, Guaranda, Alausí y Macas.
- Provincia de Imbabura. Capital: Ibarra. Cantones: Ibarra, Otavalo, Cotacachi y Cayambe.
- Provincia de Pichincha. Capital: Quito. Cantones: Quito, Machachi, Latacunga, Quijos y Esmeraldas.